# Élections législatives bissau-guinéennes de 2025
Les  élections législatives bissau-guinéennes de 2025 sont prévues le 23 novembre 2025 afin de renouveler les 102 membres de l'assemblée nationale populaire de Guinée-Bissau.
Le scrutin intervient à la suite de la dissolution de l'assemblée par le président Umaro Sissoco Embaló.

## Contexte

### Élections législatives de 2019

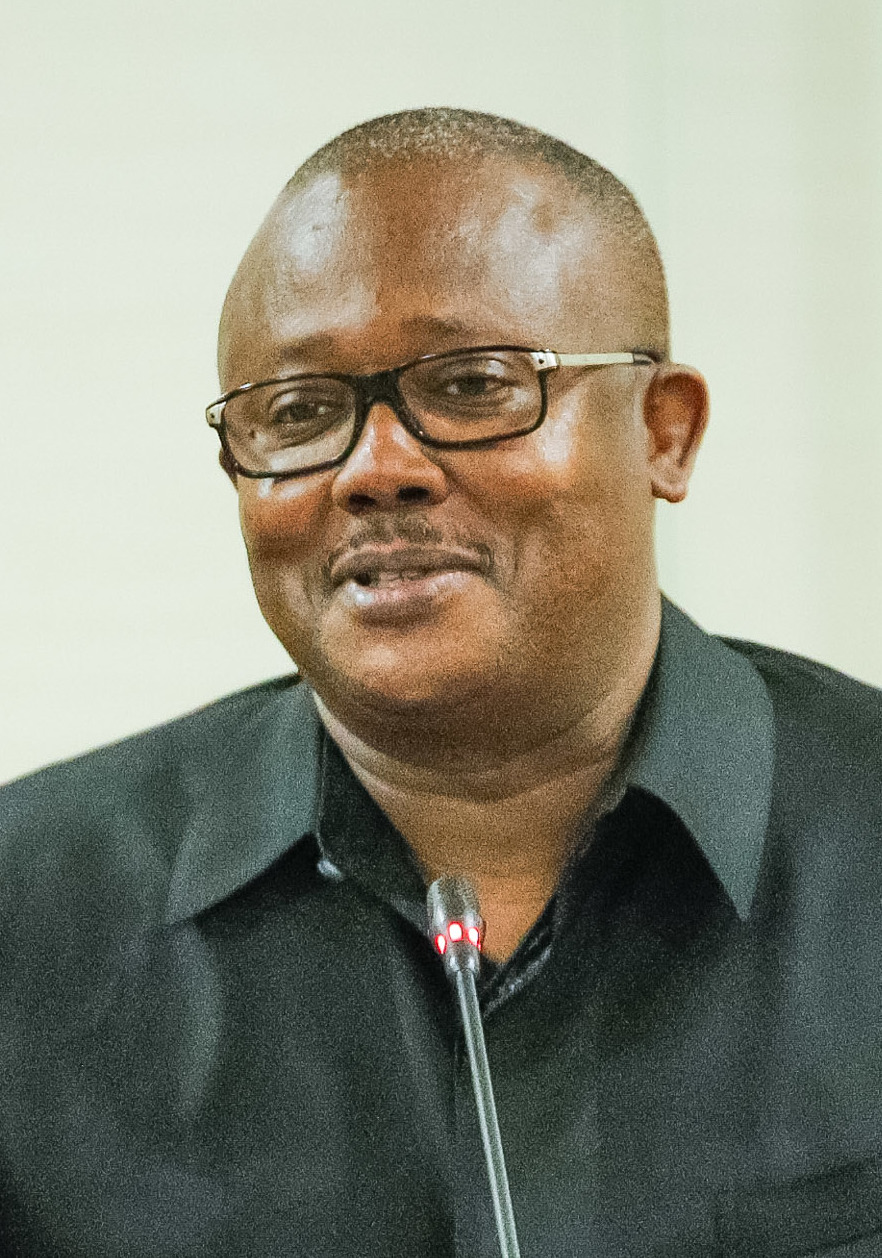
Le président Umaro Sissoco Embaló, successeur de José Mário Vaz

Les précédentes élections législatives organisées en mars 2019 sont l'aboutissement d'une longue crise politique entre le président José Mário Vaz et le parti au pouvoir, dans le cadre d'un régime semi-présidentiel. Le Parti africain pour l'indépendance de la Guinée et du Cap-Vert (PAIGC) ne parvient pas à retrouver la majorité absolue, miné par la dissidence de plusieurs de ses membres ayant formé le Mouvement pour l'alternance démocratique G-15 (MADEM G-15), tandis que le Parti du renouveau social (PRS), principal parti d'opposition, enregistre également un résultat en très nette baisse. Le déclin des deux grandes formations historiques se fait ainsi au profit du MADEM G-15 et de l'Assemblée du peuple uni – Parti démocrate de Guinée-Bissau (APU-PDBG), qui font leur entrée au parlement.

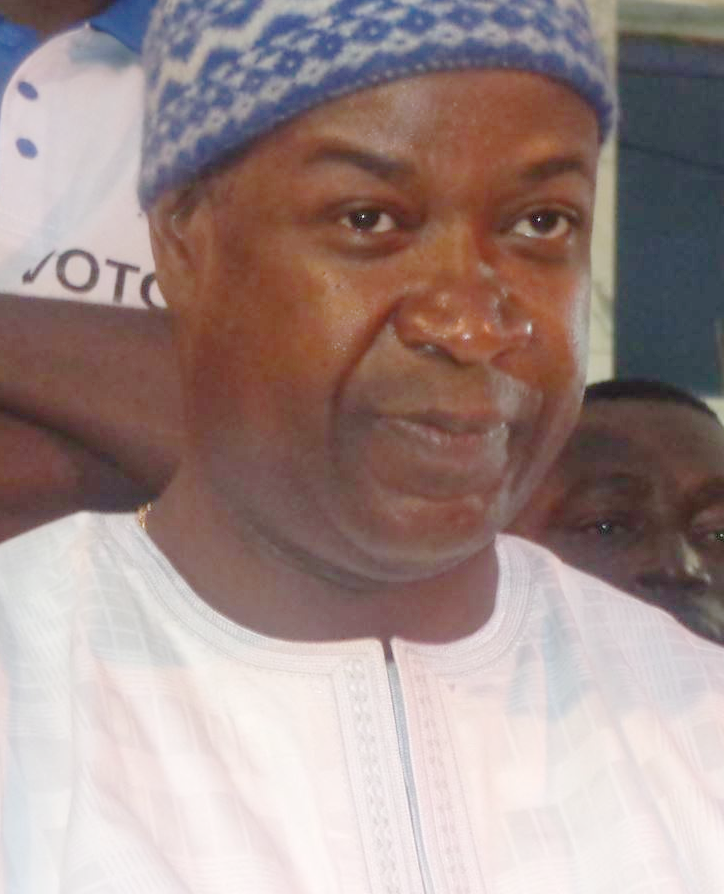
Le Premier ministre Nuno Gomes Nabiam

À la suite d'accords de coalition conclus au cours de la campagne électorale, le PAIGC parvient néanmoins à se maintenir grâce au soutien de l'APU et de deux formations mineures, le premier étant considéré comme le « faiseur de roi » de ces élections. Malgré un scrutin ayant eu lieu dans de très bonnes conditions, sans violences et avec une participation très élevée frôlant les 85 %, les résultats inquiètent les observateurs. La reconduite du PAIGC prolonge de fait la mésentente institutionnelle entre le gouvernement et le président Vaz, dans le contexte d'une élection présidentielle à venir en novembre de la même année.

### Élection présidentielle de 2019
L'élection présidentielle voit finalement le président sortant éliminé dès le premier tour, et relégué en quatrième position. Les anciens Premiers ministres Domingos Simões Pereira et Umaro Sissoco Embaló, respectivement du PAIGC et du MADEM G-15, arrivent en tête et s'affrontent au second tour le mois suivant. Umaro Sissoco Embaló remporte ce dernier après avoir obtenu le soutien des principaux candidats malheureux, parmi lesquels le président sortant, l'ancien Premier ministre Carlos Gomes Júnior et Nuno Gomes Nabiam, de l'APU. Ce dernier est nommé au poste de Premier ministre le 28 février 2020.

### Élections législatives de 2023
Des hommes armés ont encerclé le palais du gouvernement le 1er février, où le Umaro Sissoco Embaló et le Premier ministre Nuno Gomes Nabiam se seraient rendus pour assister à une réunion du cabinet. Le radiodiffuseur d'État a rapporté que la fusillade avait endommagé le palais du gouvernement, situé à proximité de l'aéroport, et que des « envahisseurs » retenaient des représentants du gouvernement. Le président a déclaré à l'agence de presse AFP lors d'un appel téléphonique : « Tout va bien » et a ajouté que la situation « était sous contrôle ».
Le 16 mai 2022 cependant, le président Sissoco Embaló annonce la dissolution de l'assemblée nationale populaire, qu'il justifie par des « différends persistants et irréconciliables » entre l'assemblée et le gouvernement. Il accuse dans la foulée la législature de s'être transformée en lieu de guérilla politique dans laquelle les députés se livrent à la corruption, au détournement de fonds et à l'affaiblissement des institutions de la République. Des élections anticipées sont par conséquent convoquées pour le 18 décembre 2022,. Deux mois avant la date prévue, un report est cependant envisagé pour des raisons logistiques et financières. La veille du 18 décembre, Embaló annonce le report du scrutin au 4 juin 2023 à la suite d'un accord entre les partis politiques et la commission électorale.

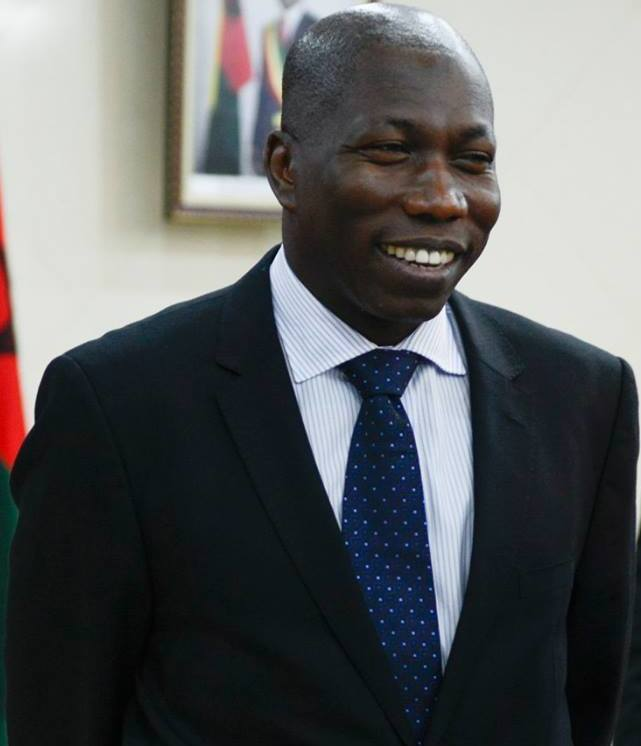
Domingos Simões Pereira

Selon les quelque 200 observateurs internationaux, le scrutin se déroule sans incident majeur, de manière « libre, transparente et apaisée ». Les élections sont remportées par la coalition de la Plateforme de l'alliance inclusive-Terra Ranka (PAI-Terra Ranka) menée par le Parti africain pour l'indépendance de la Guinée et du Cap-Vert (PAIGC) qui arrive en tête et décroche la majorité absolue des sièges. Le Mouvement pour l'alternance démocratique G-15 (Madem G15) du président Umaro Sissoco Embaló arrive loin derrière en deuxième position, suivi du Parti du renouveau social (PRS). Le Madem G15 aurait souffert des luttes internes au parti ainsi que de l'incapacité du président à résoudre la chute des prix dans le secteur de la noix de cajou, dont la population tire une large part de ses revenus. Le scrutin voit par ailleurs entrer à l'assemblée le Parti des travailleurs guinéens (PTG), créé par le ministre de l'Intérieur Botché Candé,,.
Umaro Sissoco Embaló perd ainsi son pari, la dissolution de l'assemblée le met finalement en situation de cohabitation. Durant le dépouillement, il met en garde l'opposition contre toute contestation des résultats et annonce qu'il nommera comme Premier ministre le chef du parti arrivé en tête. Reconnaissant sa défaite après l'annonce des résultats provisoires le 8 juin, il félicite la coalition Pai-Terra Ranka et annonce sa décision de nommer le chef du PAIGC, Domingos Simões Pereira, au poste de Premier ministre, acceptant de revenir sur ses déclarations de rejet de cette option durant la campagne électorale,. 
La coalition PAI-Terra Ranka est cependant sujette à des désaccords sur l'attribution des ministères qui rendent fragile sa majorité et poussent le PAIGC à conclure des accords de coalition avec le PRS et le PTG,. Peireira va jusqu'à renoncer au poste de Premier ministre au profit de l'ancien ministre de l’Économie et des Finances Geraldo Martins, un proche ami de longue date.
Pereira est quant à lui élu président de l'Assemblée nationale populaire le 28 juillet tandis que l'accord de coalition avec le PRS amène son dirigeant Fernando Dias à être élu premier vice-président de l'assemblée. La seconde vice-présidence revient à Adja Satu Camar, du Madem G15,. Geraldo Martins est ensuite désigné candidat au poste de Premier ministre le 7 août.

### Nouvelle dissolution de l'Assemblée
Dans la nuit du 30 novembre au 1er décembre 2023, de nombreux troubles éclatent entre l'armée et des forces de sécurité qui font deux morts, troubles qualifiés de « tentative de coup d'État » par le président Embaló après son retour de la COP28 le 2 décembre. En réponse, il dissout le parlement le 4 décembre suivant.
Le scrutin, fixé en juillet 2024 au 24 novembre suivant, est reporté sine die le 5 novembre par le président de la République, qui rapporte le décret précédent à quelques semaines de la date prévue pour la tenue prévue du scrutin. Alors que ce report était pressenti depuis des semaines, le chef de l'État estime que « les conditions ne sont pas réunies » pour la tenue du scrutin. Le 24 février 2025, Embaló fixe la date du scrutin au 30 novembre, puis au 23 novembre le 7 mars.

## Mode de scrutin
L'assemblée nationale populaire est composée de cent deux sièges pourvus tous les quatre ans dont cent au scrutin proportionnel plurinominal avec liste bloquée dans vingt-sept circonscriptions plurinominales. À la suite d'une réforme récente, les deux sièges restants sont élus par la diaspora, présente notamment en Afrique et en Europe. Les partis ont l'obligation de présenter des listes de candidats comportant au moins 36 % de femmes dans chacune des circonscriptions.